# Lijst van nationale parken in Canada
Dit is een lijst van Canadese nationale parken. De nationale parken van Canada worden beheerd door het agentschap Parks Canada voor de Canadese overheid. Dit gebeurt conform de National Parks Act die door het Canadees parlement een eerste maal werd goedgekeurd in 1887 en vervolgens veelvuldig werd aangepast. Sinds 2015 telt Canada 39 nationale parken en acht National Park Reserves, dit is een aparte aanduiding die in 1972 in voege kwam voor beschermde natuurlandschappen die reeds onder het beheer van Parks Canada vallen en bestemd zijn om als Nationaal Park erkend te worden maar waar de rechten van de First people nog moeten geregeld worden en overeenkomsten moeten vastgelegd worden voor de mogelijke verdere voortzetting van traditioneel landgebruik in deze parken. In de Engelstalige naamgeving spreekt men expliciet over Park Reserve, in het hieronder opgenomen lijstje is de vermelding van reserve tussen haakjes aan de naam toegevoegd.
In 2024 telde Canada 37 nationale parken, 11 national park reserves en één national urban park. Zij bestrijken samen een totale landoppervlakte van 342.456 km² wat overeenkomt met 3,3% van de totale landoppervlakte van Canada. Elk van de 13 provincies en territoria heeft minstens een nationaal park. In de periode 2016-2017 bezochten 15.449.249 personen minstens een van deze parken, waarbij meer dan vier miljoen bezoekers voor het Nationaal park Banff, het meest populaire park, en twee personen voor het minst bezochte park, het Nationaal park Tuktut Nogait.
Verschillende nationale parken (Yoho, Kootenay, Banff, Jasper, Gros Morne, Ivvavik, Kluane, Nahanni, Waterton Lakes en Wood Buffalo) staan op de Unesco-Werelderfgoedlijst. Twee zones (Nationaal park Manitoba Lowlands en Nationaal park South Okanagan–Similkameen) komen mogelijk in aanmerking voor oprichting als nationaal park.

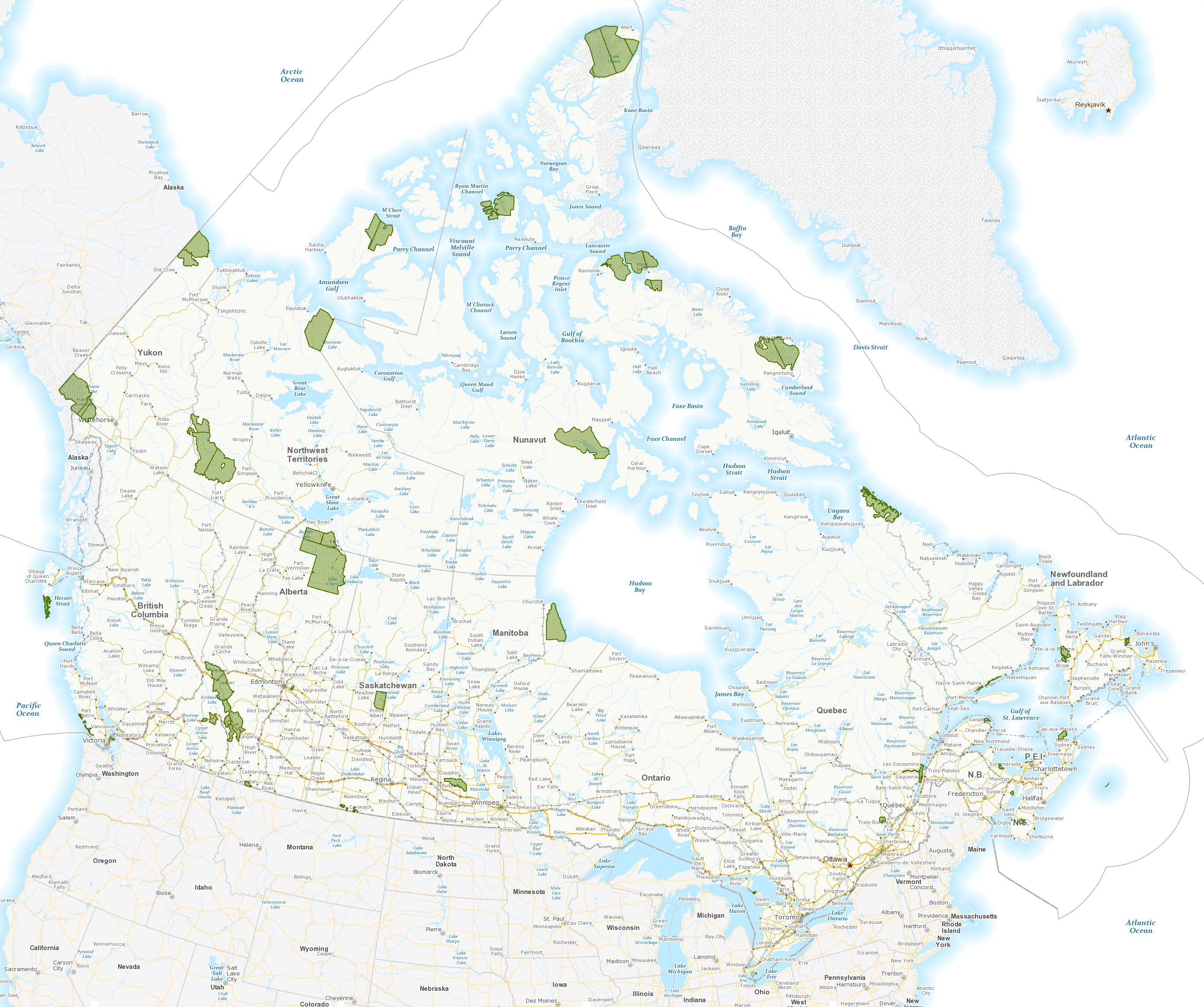
Kaart van de Canadese nationale parken (2014)

| Nationaal park                                                        | Stichtingsjaar | Oppervlakte (km²) | Foto |
| --------------------------------------------------------------------- | -------------- | ----------------- | ---- |
| Nationaal park Aulavik                                                | 1992           | 12200             |      |
| Nationaal park Auyuittuq                                              | 2001           | 19089             |      |
| Nationaal park Banff (werelderfgoed)                                  | 1885           | 6641              |      |
| Nationaal park Bruce Peninsula                                        | 1987           | 154               |      |
| Nationaal park Cape Breton Highlands                                  | 1936           | 949               |      |
| Nationaal park Elk Island                                             | 1913           | 194               |      |
| Nationaal park Forillon                                               | 1970           | 244               |      |
| Nationaal park Fundy                                                  | 1948           | 206               |      |
| Nationaal park Georgian Bay Islands                                   | 1929           | 26                |      |
| Nationaal park Glacier                                                | 1886           | 1349              |      |
| Nationaal park Grasslands                                             | 1981           | 907               |      |
| Nationaal park Gros Morne (werelderfgoed)                             | 1973           | 1805              |      |
| Nationaal park Gulf Islands (reserve)                                 | 2003           | 36                |      |
| Nationaal park Gwaii Haanas (reserve, werelderfgoed)                  | 1988           | 1495              |      |
| Nationaal park Ivvavik                                                | 1984           | 10186             |      |
| Nationaal park Jasper (werelderfgoed)                                 | 1907           | 10878             |      |
| Nationaal park Kejimkujik                                             | 1968           | 404               |      |
| Nationaal park Kluane (twee delen waarvan een reserve, werelderfgoed) | 1993           | 22013             |      |
| Nationaal park Kootenay (werelderfgoed)                               | 1920           | 1406              |      |
| Nationaal park Kouchibouguac                                          | 1969           | 239               |      |
| Nationaal park La Mauricie                                            | 1970           | 536               |      |
| Nationaal park Mealy Mountains (reserve)                              | 2015           | 10700             |      |
| Nationaal park Archipel de Mingan (reserve)                           | 1984           | 151               |      |
| Nationaal park Mount Revelstoke                                       | 1914           | 260               |      |
| Nationaal park Nááts'ihch'oh (reserve)                                | 2014           | 4850              |      |
| Nationaal park Nahanni (reserve, werelderfgoed)                       | 1976           | 30000             |      |
| Nationaal park Pacific Rim (reserve)                                  | 1970           | 511               |      |
| Nationaal park Pituamkek (reserve)                                    | 2024           |                   |      |
| Nationaal park Point Pelee                                            | 1918           | 15                |      |
| Nationaal park Prince Albert                                          | 1927           | 3874              |      |
| Nationaal park Prince Edward Island                                   | 1937           | 22                |      |
| Nationaal park Pukaskwa                                               | 1978           | 1878              |      |
| Nationaal park Qausuittuq                                             | 2015           | 11000             |      |
| Nationaal park Quttinirpaaq                                           | 2001           | 37775             |      |
| Nationaal park Riding Mountain                                        | 1933           | 2973              |      |
| Nationaal park Rouge (urban)                                          | 2015           | 36                |      |
| Nationaal park Sable Island (reserve)                                 | 2013           | 34                |      |
| Nationaal park Sirmilik                                               | 2001           | 22200             |      |
| Nationaal park Terra Nova                                             | 1957           | 400               |      |
| Nationaal park Thaidene Nëné                                          | 2019           | 14305             |      |
| Nationaal park Thousand Islands                                       | 1904           | 24                |      |
| Nationaal park Torngat Mountains                                      | 2008           | 9700              |      |
| Nationaal park Tuktut Nogait                                          | 1996           | 16340             |      |
| Nationaal park Ukkusiksalik                                           | 2003           | 20885             |      |
| Nationaal park Vuntut                                                 | 1995           | 4345              |      |
| Nationaal park Wapusk                                                 | 1996           | 11475             |      |
| Nationaal park Waterton Lakes (werelderfgoed)                         | 1895           | 505               |      |
| Nationaal park Wood Buffalo (werelderfgoed)                           | 1922           | 44807             |      |
| Nationaal park Yoho (werelderfgoed)                                   | 1886           | 1313              |      |